# Motherhood (film fra 1917)
Motherhood er en amerikansk stumfilm fra 1917 af Frank Powell.

## Medvirkende
- Marjorie Rambeau som Louise
- Frank A. Ford
- Robert Elliott som Albert
- Paul Everton
- Aubrey Beattie